# Język urartyjski

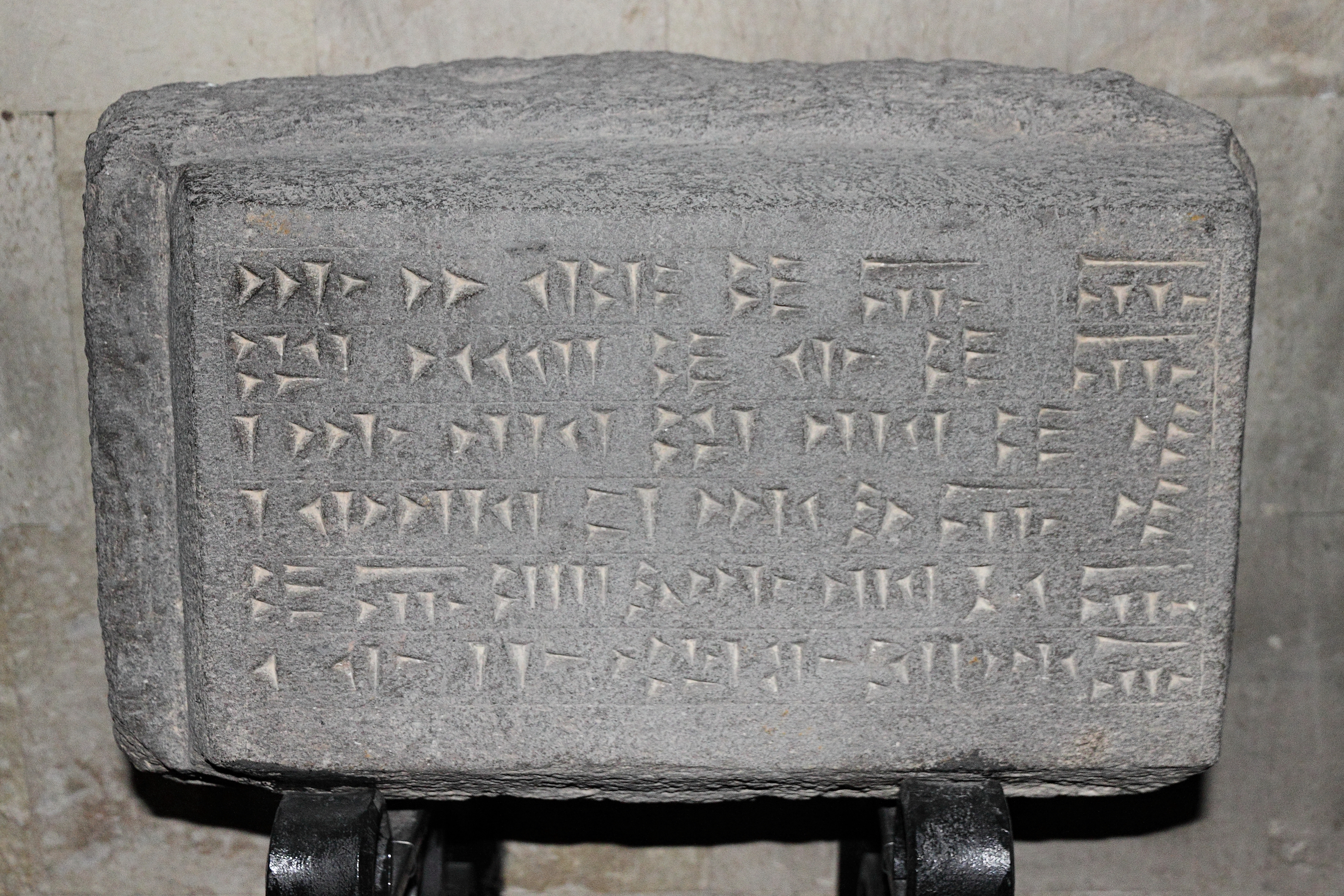
Kamienna tablica z pismem klinowym w języku urartyjskim w Muzeum Erebuni

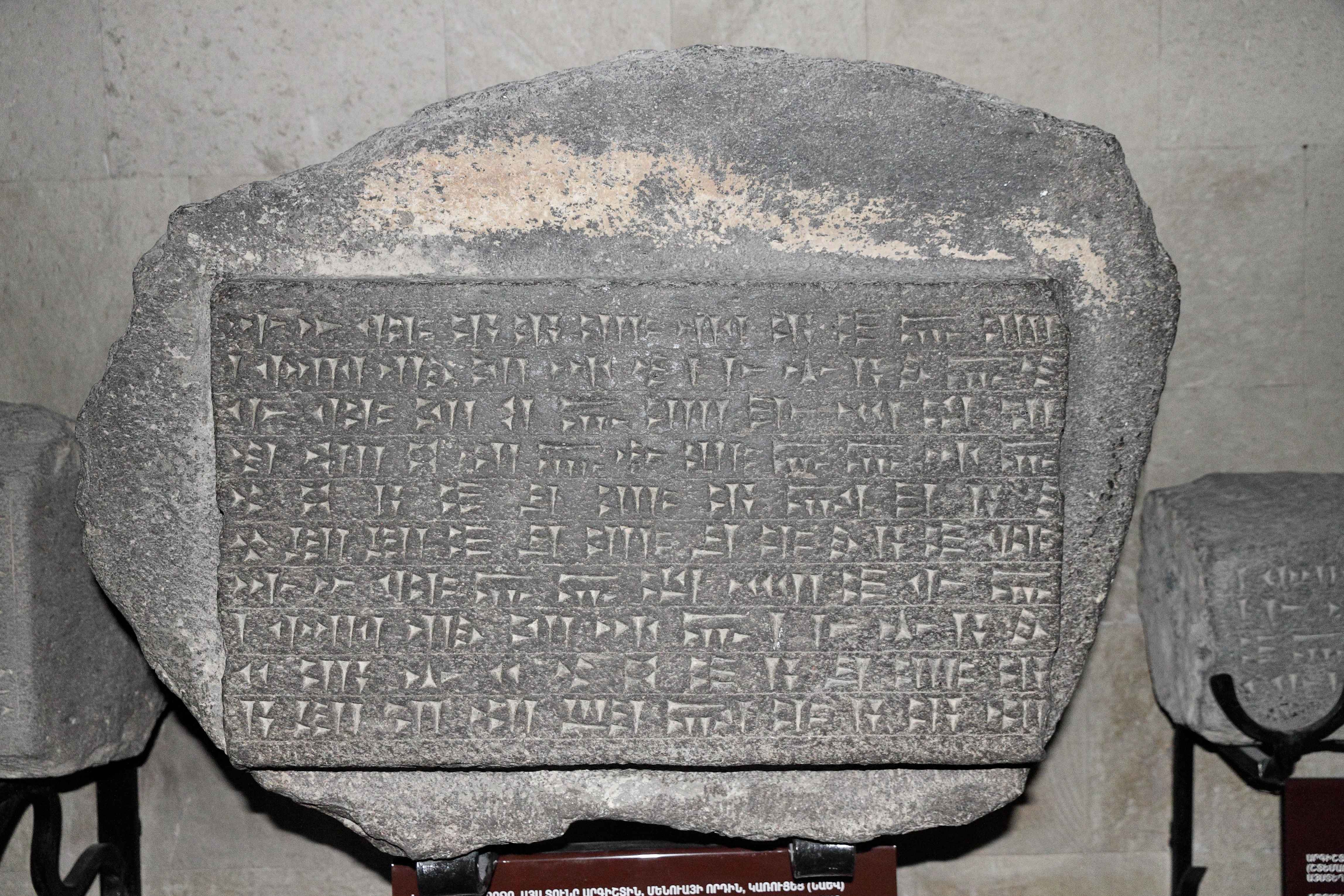
Kamienna tablica z pismem klinowym w języku urartyjskim w Muzeum Erebuni

Język urartyjski (język alarodyjski, język chaldejski) – wymarły język z rodziny paleokaukaskiej, używany przez ludność starożytnego państwa Urartu w IX–VI w. p.n.e. Znany z kilkuset zapisanych nowoasyryjskim pismem klinowym inskrypcji skalnych i glinianych tabliczek znajdowanych w Anatolii, Syrii, Mezopotamii. Wykazuje związki z językiem huryckim. Wywodzi się zapewne z tego samego prajęzyka, co hurycki.
Podobnie jak kultura hurycka, także i urartyjska miała znaczący wpływ na sąsiednie kultury. Po Urartyjczykach pozostały nazwy miejscowe, chociażby góry Ararat.
Język urartyjski odczytał Johannes Friedrich, który w 1933 wydał jego pierwszą gramatykę.